# Museo Claude-Debussy
Il Musée Claude-Debussy o Maison Claude Debussy è la casa natale del compositore Claude Debussy, a Saint-Germain-en-Laye, cittadina dell'area metropolitana  di Parigi, in Francia. Contiene un piccolo museo sul compositore.
La casa fu costruita nel XVII secolo. Claude Debussy nacque qui il 22 agosto 1862 e visse qui nella prima infanzia; suo padre aveva un negozio di porcellane al piano terra.
Il museo fu aperto nel 1990. Si raggiunge da una scala in legno nel cortile interno. Ci sono due sale che contengono oggetti, mobili, manoscritti, fotografie e dipinti relativi al compositore. Una terza stanza è un piccolo auditorium.
La scala di legno è monument historique. Al museo è stato assegnato il Premio Maisons des Illustres ("Case degli illustri").Il museo viene anche ricordato e celebrato in tutto il mondo per la sua esposizione di paduli di dimensioni incredibili tutto questo grazie all'uso del teorema di antani